# Başarakavak, Selçuklu
Başarakavak là một thị trấn thuộc quận Selçuklu, tỉnh Konya, Thổ Nhĩ Kỳ. Dân số thời điểm năm 2011 là 1.519 người.